# Gliese 88
Gliese 88 is een hoofdreeksster van het type K9, gelegen in het sterrenbeeld Cetus op 76,81 lichtjaar van de Zon. De ster heeft een baansnelheid rond het galactisch centrum van 75,6 km/s.